# Ingermanländischer Krieg
Der Ingermanländische Krieg oder der Russisch-Schwedische Krieg 1610–1617 war ein Konflikt zwischen Russland und Schweden während der russischen Zeit der Wirren (Smuta). Er begann nach dem Zerfall des russisch-schwedischen Bündnisses gegen Polen-Litauen und endete 1617 mit der Unterzeichnung des Friedens von Stolbowo.

## Vorgeschichte
Um sich gegen den von polnisch-litauischen Magnaten unterstützten Hochstapler Pseudodimitri II. behaupten zu können, schloss der russische Zar Wassili IV. Schuiski einen Bündnisvertrag mit Schweden und versprach die Abtretung der Festung Korela in Austausch für Militärhilfe. Daraufhin erklärte Schweden Polen-Litauen den Krieg. In der Schlacht von Kluschino errangen die Polen einen entscheidenden Sieg über das russisch-schwedische Heer. Die Bojaren in Moskau stürzten daraufhin den Zaren und öffneten den Polen die Tore der Stadt. Unter diesen Umständen erklärte Schweden Russland den Krieg.

## Verlauf
Ab 1611 begannen die von Jacob de la Gardie angeführten Schweden unter Ausnutzung der politischen Wirren in Russland, zahlreiche Gebiete des russischen Nordwestens (die sogenannte Region Ingermanland) unter ihre Kontrolle zu bringen, darunter Korela, Jam, Iwangorod, Koporje und Gdow. Im Sommer 1611 griffen sie die Großstadt Weliki Nowgorod an, die bald aufgrund von Verrat fiel. Die schwedische Verwaltung der Stadt übernahm Feldmarschall Evert Horn. Ein wichtiges politisches Ziel der Schweden war es, den schwedischen Königssohn Karl Filip auf den vakanten Zarenthron in Moskau zu bringen.
Bevor es dazu kam, konnten die Russen die polnische Besatzung Moskaus beenden und mit Michael Romanow einen neuen Zaren wählen. 1613 versuchten die Schweden erfolglos, Tichwin zu belagern. Zwei Jahre später scheiterten sie ebenfalls mit der Belagerung von Pskow, der anderen Großstadt des russischen Nordwestens. Bei der Belagerung, die von König Gustav II. Adolf persönlich angeführt wurde, wurde auf schwedischer Seite unter anderem Nowgorods Statthalter Evert Horn getötet.

## Ergebnisse
1617 wurde der Frieden von Stolbowo geschlossen. Russland verlor den strategischen Zugang zur Ostsee, erhielt im Gegenzug jedoch die von den Schweden eroberten Städte Nowgorod, Porchow, Staraja Russa, Ladoga und Gdow zurück. Die verlorenen Festungen Iwangorod, Oreschek, Koporje und den Zugang zur Ostsee konnte erst Zar Peter der Große ein knappes Jahrhundert später im Großen Nordischen Krieg zurückgewinnen.